# Castel Vöslau
Castel Vöslau si trova nel comune austriaco di Bad Vöslau nel  distretto di Baden, in Bassa Austria.

## Storia

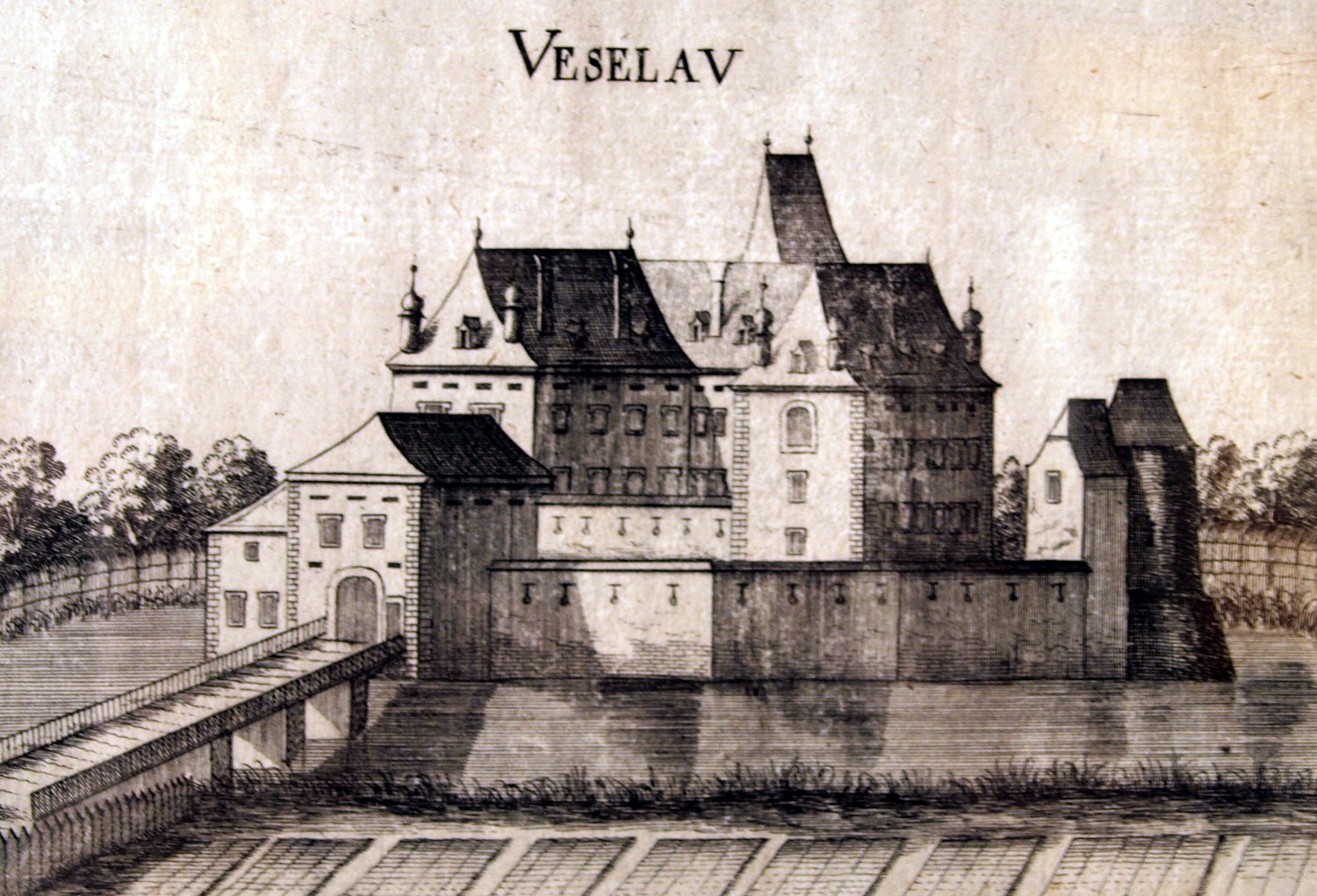
Incisione raffigurante il castello nel 1672

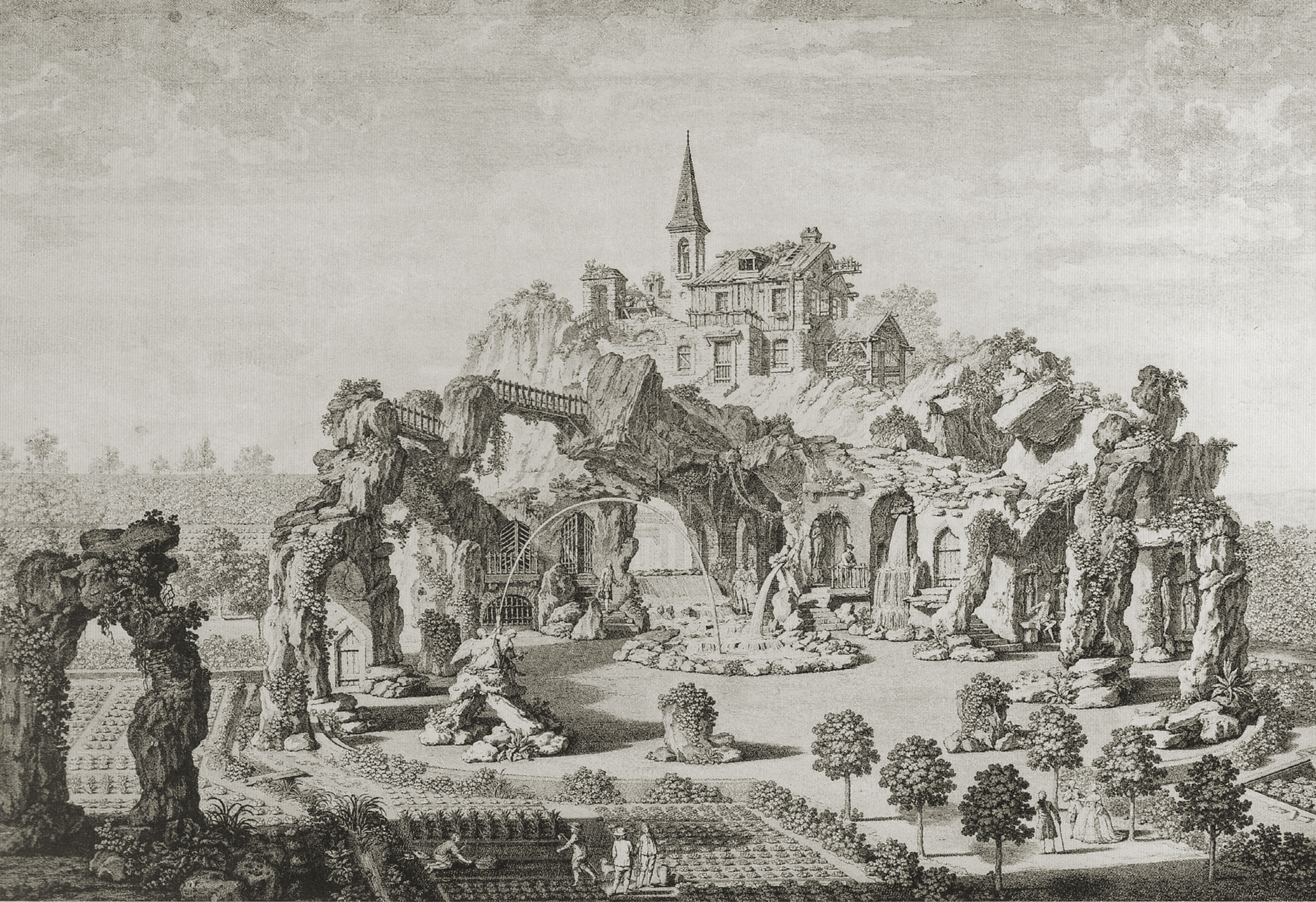
Incisione che mostra come apparivano i giardini del castello attorno al 1777, con grotte ed altre strutture scenografiche

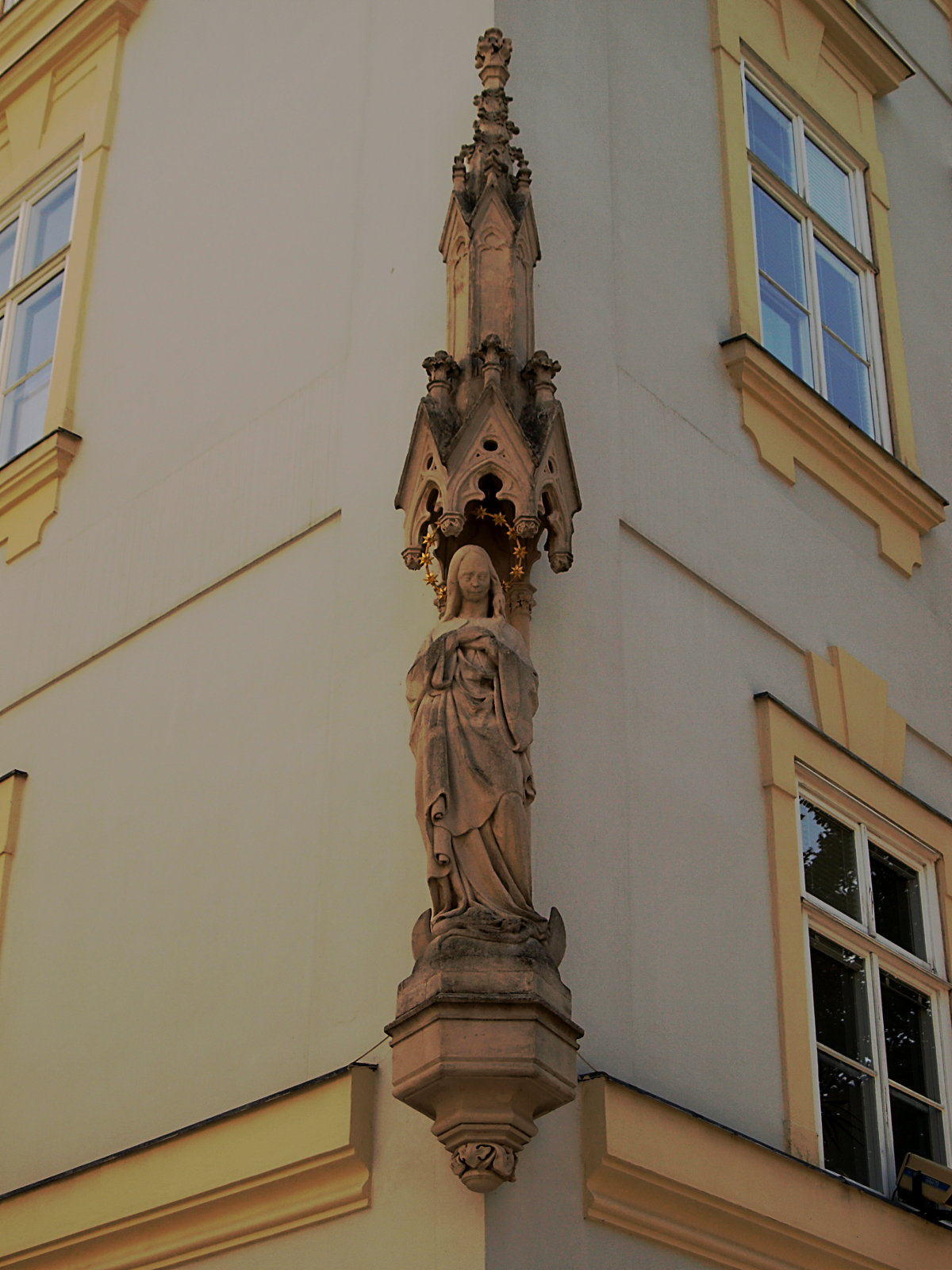
Statua raffigurante Maria Immacolata datata 1855 che si trova all'angolo interno dell'ala sud, a livello del primo piano

Il primo documento storico che cita il castello con fossato di Bad Vöslau risale al 1136. In seguito sono noti come proprietari del maniero Georg Theschütz, Hans Zinzendorf, Hans Paul Bayr e Carl Ludwig conte von Hofkirchen. Durante il periodo della riforma protestante la cappella del castello divenne uno dei centri spirituali dell'intera area poi, nel XVII secolo, Vöslau tornò alla fede cattolica rimanendo tuttavia legata alla parrocchia protestante di Gainfarn fino al 1870. Tra il 1740 e il 1753 il nuovo proprietario, August von Wöber, ristrutturò l'edificio secondo il gusto barocco ampliandolo. Fu solo con Johann von Fries che la primitiva fortezza nata con funzione militare assunse l'aspetto che ci è pervenuto diventando un esempio di neoclassicismo della Bassa Austria grazie al progetto dell'architetto austriaco Johann Ferdinand Hetzendorf von Hohenberg. Vicende economiche e giudiziarie portarono la proprietà passò a Georg Simon Freiherr von Sina e Johann Heinrich von Geymüller. A partire dalla prima metà del XIX secolo la cittadina di Bad Vöslau divenne un centro termale e anche la struttura ne venne coinvolta. L'ultimo proprietario privato prima dell'Anschluss fu Moritz Ritter von Gutmann. Con la fine della seconda guerra mondiale, nel 1847, l'edificio venne acquistato dal comune di Bad Vöslau in situazione di evidente degrado ed ancora occupato dalle truppe alleate. Iniziò l'opera di restauro e ricostruzione e, a partire dal 21 marzo 1974 il castello è divenuto sede del municipio del comune di Bad Vöslau.

## Descrizione
L'edificio si trova nel centro abitato in un'area verde accanto ad un fossato che scorre davanti al prospetto principale che si mostra con due ali avanzate a racchiudere un piccolo cortile di accesso. Sul retro dell'edificio si trova l'ampliamento a due piani con pianta poligonale dove si trovava la cappella del castello e che ospita una sala per riunioni. Alcuni interni conservano ancora le decorazione settecentesche alle pareti recuperate durante i restauri. Il parco circostante conserva piccoli canali, resti del sistema di fossati che un tempo proteggevano il castello.